# Dellinger (cràter)
Dellinger és un cràter d'impacte que es troba a la cara oculta de la Lluna. S'insereix a la vora sud del cràter Pannekoek. Al sud-est es troba el cràter Marconi, i al sud-oest apareix Chauvenet.

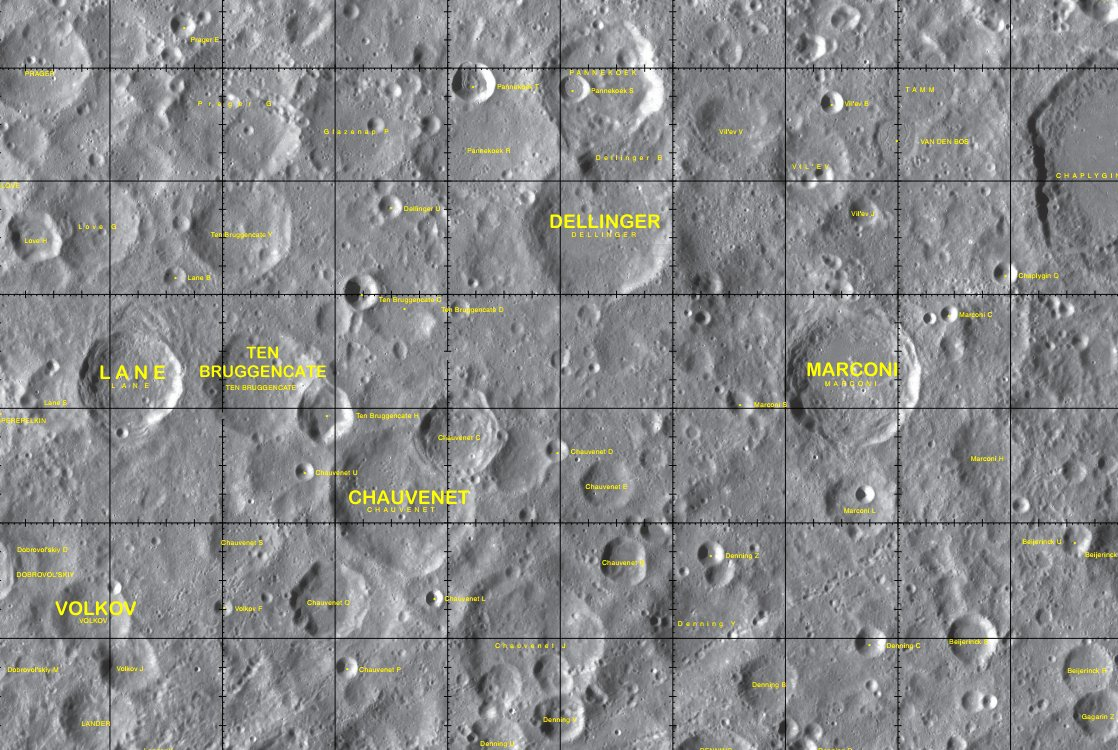
Localització de Dellinger (superior centre de la imatge)
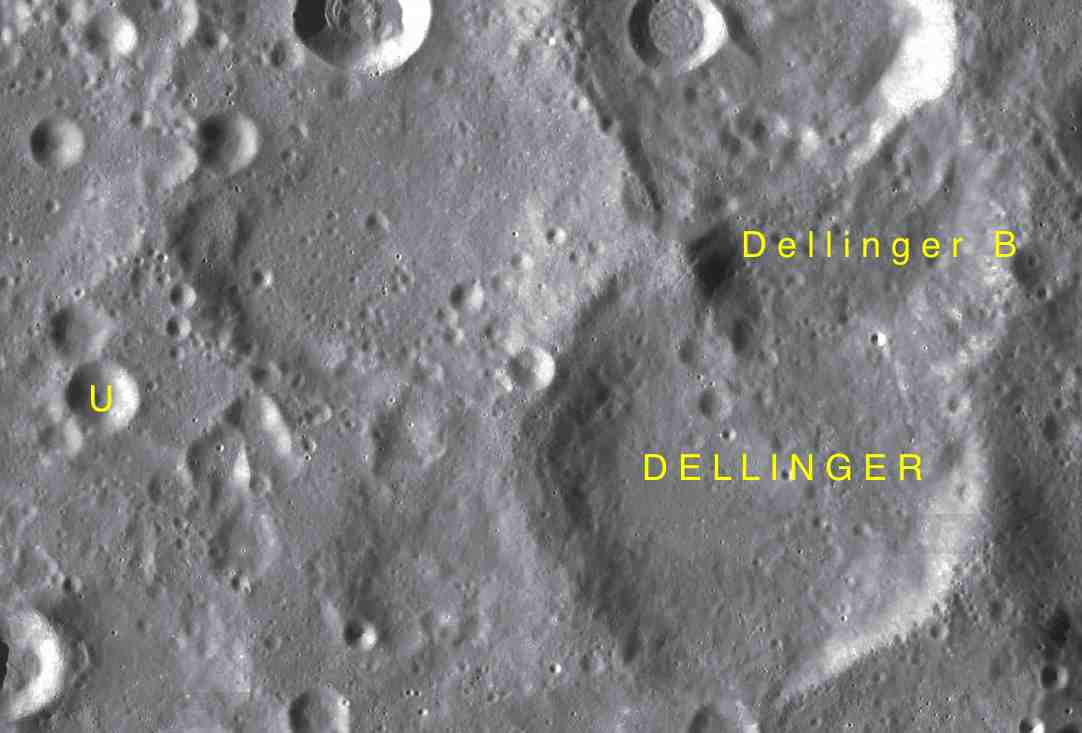
Cràters satèl·lit

La vora exterior d'aquest cràter està erosionada en alguns llocs, incloent-hi un sortint cap a l'exterior al llarg de la vora meridional i en particular al llarg de la meitat nord.

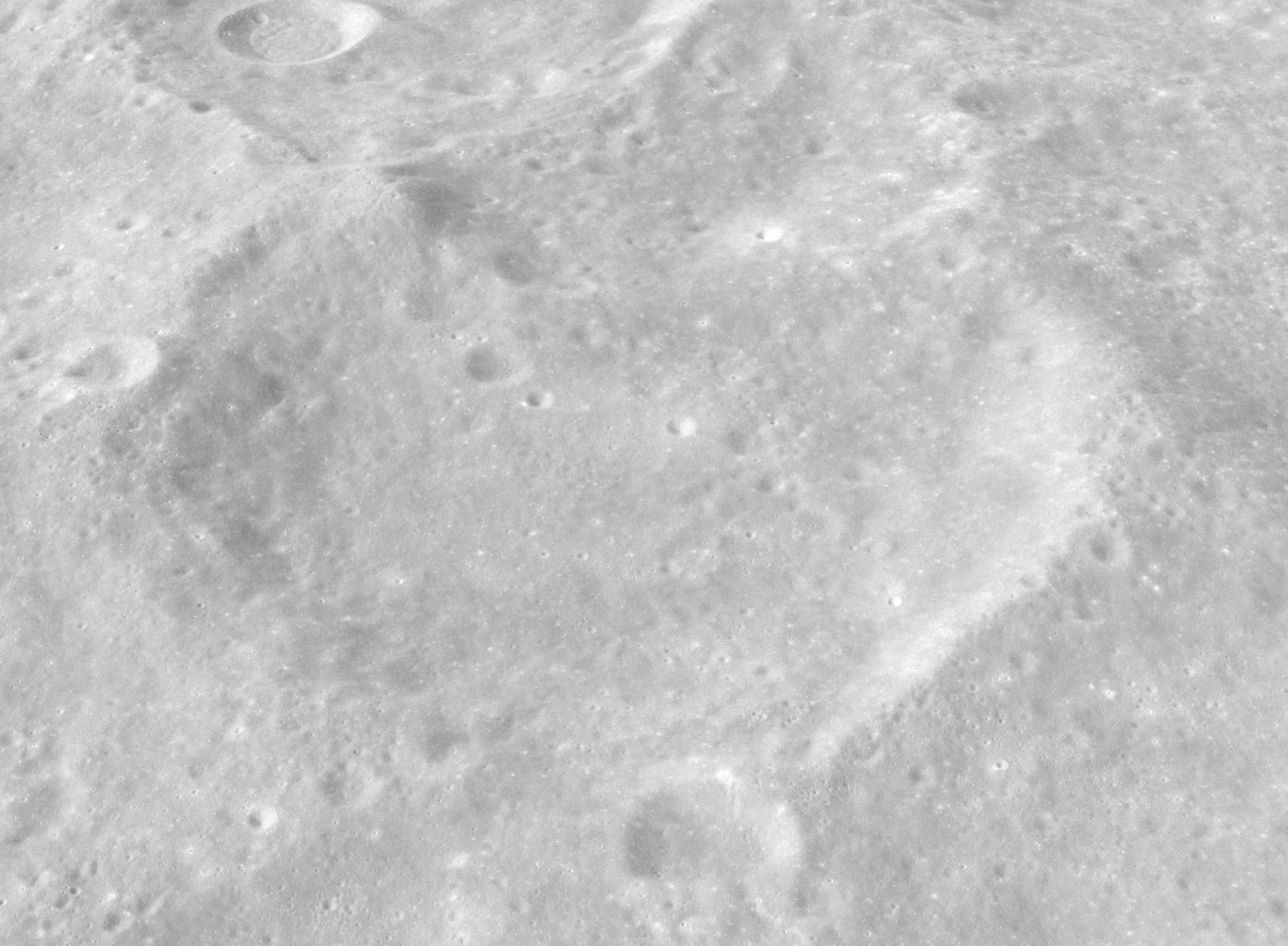
Vista obliqua des de l'Apollo 17 mirant cap al nord
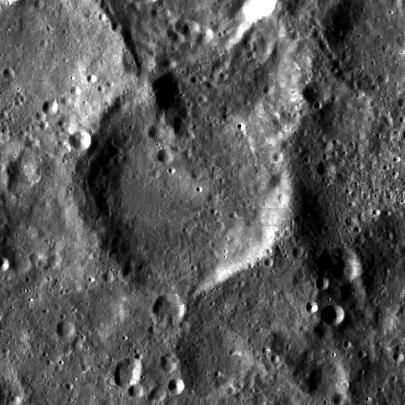
Fotografía de la misión Lunar Reconnaissance Orbiter

Es localitza un parell de petits cràters a la part nord-oest del sòl interior.

## Cràters satèl·lit
Per convenció aquests elements són identificats en els mapes lunars posant la lletra en el costat del punt central del cràter que està més proper a Dellinger.
| Dellinger | Coordenades                          | Diàmetre |
| --------- | ------------------------------------ | -------- |
| B         | 5° 30′ S, 141° 06′ E / 5.5°S,141.1°E | 53 km    |
| U         | 6° 18′ S, 136° 48′ E / 6.3°S,136.8°E | 16 km    |